# 海田智行
海田 智行（かいだ ともゆき、1987年9月2日 - ）は、広島県三原市出身の元プロ野球選手（投手）、野球解説者、野球指導者。左投左打。

## 経歴

### プロ入り前
広島県立賀茂高等学校時代は、エースとなった2年時の秋季中国地区高等学校野球大会出場を果たす。3年時の夏は、広島県予選ベスト8で敗退。
高校卒業後は駒澤大学に進学。野球部では1年時の春からリーグ戦に登板。秋には、増井浩俊に次ぐ2番手投手として2勝を挙げ、リーグ2位となる防御率2.01の好成績を残す。2年時からエースとなり、春は13試合中10試合に登板し5勝を挙げた。リーグ戦後、第36回日米大学野球選手権大会の日本代表に選出され、左の中継ぎとして登板し優勝に貢献した。しかし、2年時の秋から3年時の春は調子を落とし未勝利に終わり、チームも2部降格となった。その後は、1部昇格は出来なかったが自身は2部3季で10勝を挙げた。1部リーグ通算は30試合、7勝9敗、防御率3.09。
大学卒業後は、日本生命に入社。日本生命野球部1年目の2010年は、春から公式戦に登板。第81回都市対抗野球大会の阪和地区2次予選では、先発・中継ぎとフル回転し6試合に登板し、代表権獲得に貢献した。翌2011年、10月27日の第82回都市対抗野球大会2回戦の東芝戦では、9回2死で降板し完投を逃すも安達了一擁する打線を1失点に抑え勝利を収めた。数時間後に行なわれたプロ野球ドラフト会議で、オリックス・バファローズから4位指名を受けた。

### オリックス時代

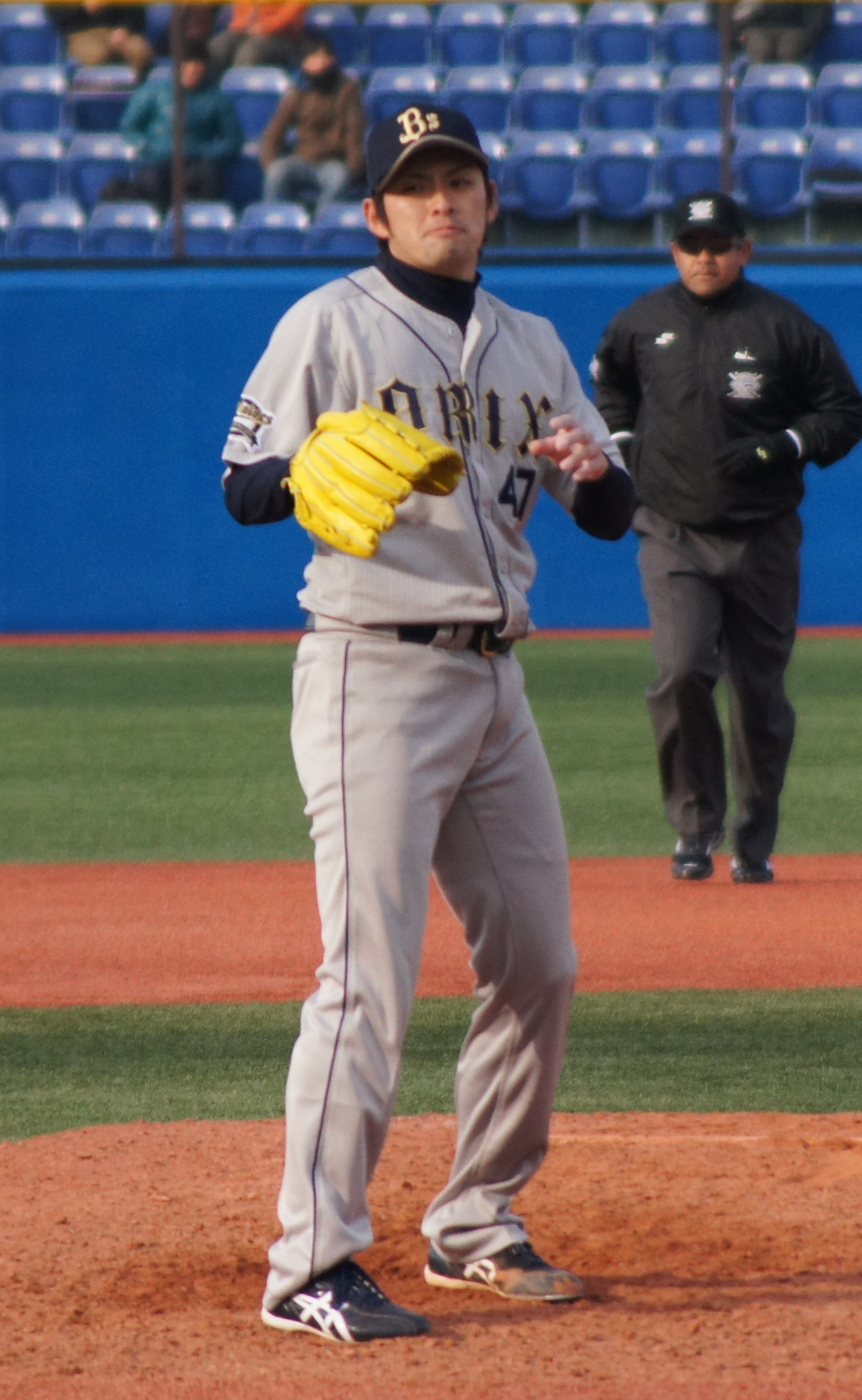
（2012年3月16日、明治神宮野球場にて）

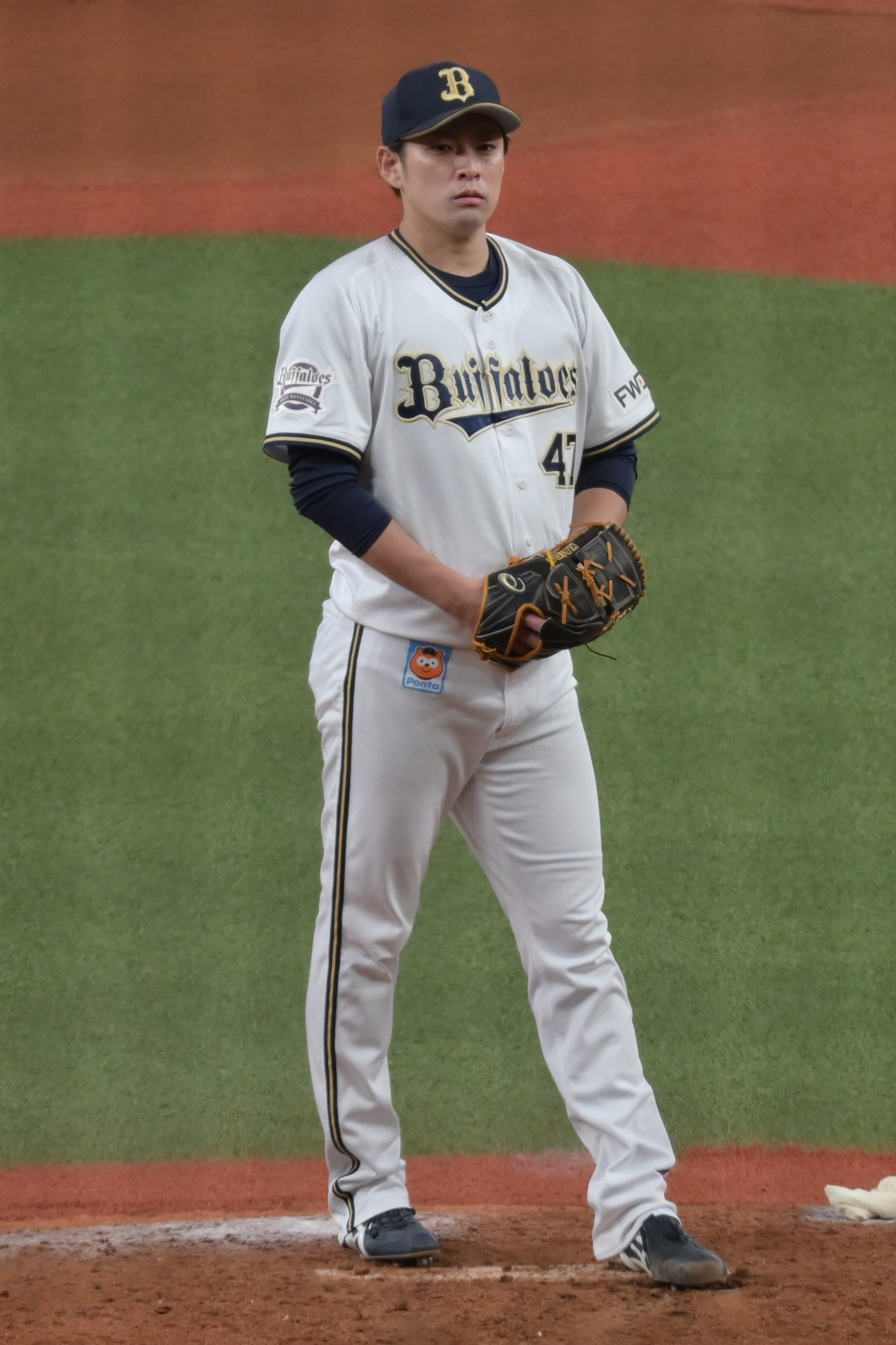
（2021年11月12日 京セラドーム大阪）

2012年は川端崇義と共に開幕一軍入りを果たす。開幕3戦目でプロ初登板を果たすも、初対戦打者の松中信彦に四球を与えただけで降板し、4月6日に登録抹消。同月17日に再登録されると、ビハインド・敗戦処理の場面で登板機会を得た。9月に入ると先発機会が得られ、同月2日の対東北楽天ゴールデンイーグルス戦で、自身の25歳の誕生日にプロ初先発を務めて田中将大と投げ合い、7回無失点の好投をするも白星がつかず、その後4試合でも先発したが全て敗戦投手となった。リリーフ26試合で防御率2.12であったのに対し、先発では5試合で防御率4.43であった。
2013年は、シーズン3試合目の先発となった4月17日の埼玉西武ライオンズ戦で6回を1失点に抑え、プロ入り初勝利を挙げた。7月4日の西武戦で5敗目を喫してからは中継ぎに回され、ロングリリーフとワンポイントとして起用された。中継ぎでは防御率1点台を記録した。対右打者の被打率は.339であった。
2014年は19試合の登板で1敗、防御率7.58であった。
2015年は、自己最高の48試合に登板し防御率2.61、10HPをマークした。
2016年も自己最高の50試合に登板し、15HPをマークした。防御率は2.78と2年連続して2点台を記録した。
2017年3月16日、4歳年下の一般女性と結婚。シーズンでは12試合の登板に留まり0勝1敗の防御率5.91、8月末には横左肘の関節遊離体除去とクリーニング手術を受けた。900万円減の年俸2,750万円でサイン。
2018年は手術の影響からかわずか4試合の登板、防御率13.50の成績でシーズンを終えた。
2019年は自己最多の55試合に登板しセットアッパーとして防御率1.84、22HPをマーク、去年の年俸のほぼ倍増となる2050万円増の年俸4,150万円でサインした。
2020年は前年とは一転してわずか6試合登板、0勝1敗2ホールド、防御率14.54に終わり、減額制限を超える47%ダウンの年俸2,200万円（推定）で契約を更改した。
2021年は16試合の登板ながら防御率2.61で、9月以降激しい優勝争いを繰り広げていたチームをブルペンから支えた。
2022年はシーズンを通して一軍での登板なく、10月5日に戦力外通告を受けた。11月8日に行われた12球団合同トライアウトに参加したが、阪神タイガースから打撃投手としての打診があったほかはオファーはなく、引退を決断した。戦力外通告から現役引退までの様子は、12月27日にTBS系列で放送された『プロ野球戦力外通告2022』で紹介された。

### 現役引退後
引退後はキャンプ用品の販売とオーセンティックバーの開店に向け、準備を進めているほか、アマチュア野球の指導者としても活動していく予定。日本生命の先輩でもあるオリックスのコーチ・下山真二からの紹介で、社会人クラブチームを中心に、小学部や中等部など少年野球も運営している関メディベースボール学院のコーチに就任。中等部を担当し、2023年1月14日よりチームに合流して指導を行っている。それと同時にオリックスOBとして、J SPORTSの野球解説者としても活動した。
2023年6月20日、関西独立リーグ（さわかみ関西独立リーグ）に新たに加盟が認められて2024年度よりリーグ戦に参加する姫路イーグレッターズの監督に就任することが発表された。

## 選手としての特徴・人物
オーバースローから最速146km/hのストレートと武器のカットボールを始めスライダー・カーブなどの多彩な変化球とのコンビネーションを駆使する。
愛称は「海ちゃん」、「海くん」。

## 詳細情報

### 年度別投手成績
| 年 度      | 球 団      | 登 板 | 先 発 | 完 投 | 完 封 | 無 四 球 | 勝 利 | 敗 戦 | セ 丨 ブ | ホ 丨 ル ド | 勝 率 | 打 者 | 投 球 回 | 被 安 打 | 被 本 塁 打 | 与 四 球 | 敬 遠 | 与 死 球 | 奪 三 振 | 暴 投 | ボ 丨 ク | 失 点 | 自 責 点 | 防 御 率 | W H I P |
| ---------- | ---------- | ----- | ----- | ----- | ----- | -------- | ----- | ----- | -------- | ----------- | ----- | ----- | -------- | -------- | ----------- | -------- | ----- | -------- | -------- | ----- | -------- | ----- | -------- | -------- | ------- |
| 2012       | オリックス | 31    | 5     | 0     | 0     | 0        | 0     | 4     | 0        | 1           | .000  | 245   | 56.1     | 63       | 2           | 20       | 0     | 1        | 30       | 0     | 1        | 19    | 19       | 3.04     | 1.47    |
| 2013       | オリックス | 35    | 9     | 0     | 0     | 0        | 2     | 5     | 0        | 5           | .286  | 330   | 78.1     | 80       | 7           | 24       | 0     | 0        | 44       | 2     | 0        | 37    | 34       | 3.91     | 1.33    |
| 2014       | オリックス | 19    | 0     | 0     | 0     | 0        | 0     | 1     | 0        | 0           | .000  | 88    | 19.0     | 26       | 1           | 4        | 0     | 2        | 11       | 1     | 0        | 17    | 16       | 7.58     | 1.58    |
| 2015       | オリックス | 48    | 0     | 0     | 0     | 0        | 2     | 2     | 0        | 8           | .500  | 180   | 41.1     | 38       | 3           | 15       | 2     | 2        | 27       | 0     | 0        | 15    | 12       | 2.61     | 1.28    |
| 2016       | オリックス | 50    | 0     | 0     | 0     | 0        | 1     | 3     | 0        | 15          | .250  | 185   | 45.1     | 40       | 1           | 12       | 2     | 0        | 31       | 0     | 0        | 14    | 14       | 2.78     | 1.15    |
| 2017       | オリックス | 12    | 0     | 0     | 0     | 0        | 0     | 1     | 0        | 3           | .000  | 46    | 10.2     | 8        | 1           | 7        | 1     | 0        | 5        | 0     | 0        | 7     | 7        | 5.91     | 1.41    |
| 2018       | オリックス | 4     | 0     | 0     | 0     | 0        | 0     | 0     | 0        | 0           | ----  | 14    | 2.2      | 5        | 0           | 0        | 0     | 0        | 0        | 0     | 0        | 4     | 4        | 13.50    | 1.88    |
| 2019       | オリックス | 55    | 0     | 0     | 0     | 0        | 1     | 2     | 0        | 22          | .333  | 196   | 49.0     | 41       | 1           | 11       | 1     | 2        | 33       | 1     | 0        | 15    | 10       | 1.84     | 1.06    |
| 2020       | オリックス | 6     | 0     | 0     | 0     | 0        | 0     | 1     | 0        | 2           | .000  | 22    | 4.1      | 8        | 0           | 1        | 0     | 0        | 4        | 0     | 0        | 7     | 7        | 14.54    | 2.08    |
| 2021       | オリックス | 16    | 0     | 0     | 0     | 0        | 0     | 1     | 0        | 5           | .000  | 43    | 10.1     | 8        | 0           | 4        | 1     | 0        | 5        | 0     | 0        | 3     | 3        | 2.61     | 1.16    |
| 通算：10年 | 通算：10年 | 276   | 14    | 0     | 0     | 0        | 6     | 20    | 0        | 61          | .231  | 1349  | 317.1    | 317      | 16          | 98       | 7     | 7        | 190      | 4     | 1        | 138   | 126      | 3.57     | 1.31    |

### 年度別守備成績
| 年 度 | 球 団      | 投手  | 投手  | 投手  | 投手  | 投手  | 投手     |
| 年 度 | 球 団      | 試 合 | 刺 殺 | 補 殺 | 失 策 | 併 殺 | 守 備 率 |
| ----- | ---------- | ----- | ----- | ----- | ----- | ----- | -------- |
| 2012  | オリックス | 31    | 0     | 18    | 0     | 0     | 1.000    |
| 2013  | オリックス | 35    | 9     | 11    | 0     | 0     | 1.000    |
| 2014  | オリックス | 19    | 1     | 1     | 0     | 0     | 1.000    |
| 2015  | オリックス | 48    | 3     | 6     | 1     | 0     | .900     |
| 2016  | オリックス | 50    | 3     | 6     | 0     | 0     | 1.000    |
| 2017  | オリックス | 12    | 1     | 3     | 1     | 0     | .800     |
| 2018  | オリックス | 4     | 0     | 1     | 0     | 0     | 1.000    |
| 2019  | オリックス | 55    | 1     | 9     | 0     | 0     | 1.000    |
| 2020  | オリックス | 6     | 0     | 0     | 0     | 0     | ----     |
| 2021  | オリックス | 16    | 0     | 2     | 0     | 0     | 1.000    |
| 通算  | 通算       | 276   | 18    | 57    | 2     | 0     | .974     |

### 記録
初記録
- 初登板：2012年4月1日、対福岡ソフトバンクホークス3回戦（福岡Yahoo! JAPANドーム）、8回裏に2番手で救援登板、1与四球1失点
- 初奪三振：2012年4月24日、対東北楽天ゴールデンイーグルス4回戦（日本製紙クリネックススタジアム宮城）、6回裏に聖澤諒から空振り三振
- 初ホールド：2012年8月2日、対埼玉西武ライオンズ13回戦（上毛新聞敷島球場）、10回裏に4番手で救援登板、2/3回無失点
- 初先発登板：2012年9月2日、対東北楽天ゴールデンイーグルス19回戦（日本製紙クリネックススタジアム宮城）、7回無失点で勝敗つかず
- 初勝利・初先発勝利：2013年4月17日、対埼玉西武ライオンズ5回戦（西武ドーム）、6回1失点

### 背番号
- 47（2012年 - 2022年、2024年 - ）

### 登場曲
- 「Japanese Soul Brothers」三代目J Soul Brothers（2012年 - ）